# 楠村 (三重県)
楠村（くすのきむら）は三重県桑名郡にあった村。現在の桑名市長島町の北部にあたる。

## 地理
- 河川：木曽川、長良川

## 歴史
- 1889年（明治22年）4月1日 - 町村制の施行により、松之木村・新所村・杉江村・上坂手村・千倉村および下坂手村・西川村・平方村・中川村の各一部の区域をもって発足。
- 1955年（昭和30年）4月1日 - 長島町と合併し、改めて長島町が発足。同日楠村廃止。